# Halovivax
En taxonomía, Halovivax es un género de arqueas de la familia Halobacteriaceae. Como algunas otras arqueas, las especies de Halovivax pueden viver en ambientes extremos.  Algunas de Halovivax son halófilos y se han encontrado del lago salado Aran-Bidgol en Irán.

## Otras lecturas

### Revistas científicas
- Castillo AM, Gutiérrez MC, Kamekura M, Xue Y, Ma Y, Cowan DA, Jones BE, Grant WD, Ventosa A (2007). «Halovivax ruber sp. nov., an extremely halophilic archaeon isolated from Lake Xilinhot, Inner Mongolia, China». Int. J. Syst. Evol. Microbiol. 57 (Pt 5): 1024-1027. PMID 17473252. doi:10.1099/ijs.0.64899-0.
- Castillo AM, Gutiérrez MC, Kamekura M, Ma Y, Cowan DA, Jones BE, Grant WD, Ventosa A (2006). «Halovivax asiaticus gen. nov., sp. nov., a novel extremely halophilic archaeon isolated from Inner Mongolia, China». Int. J. Syst. Evol. Microbiol. 56 (Pt 4): 765-770. PMID 16585691. doi:10.1099/ijs.0.63954-0.
- Oren A, Ventosa A (2000). «International Committee on Systematic Bacteriology Subcommittee on the taxonomy of Halobacteriaceae. Minutes of the meetings, 16 agosto 1999, Sydney, Australia». Int. J. Syst. Evol. Microbiol. 50: 1405-1407. PMID 10843089.
- Kebbouche-Gana, S; Gana, M. L.; Khemili, S.; Fazouane-Naimi, F.; Bouanane, N. A.; Penninckx, M.; Hacene, H. (mayo de 2009). «Isolation and characterization of halophilic Archaea able to produce biosurfactants». Journal of Industrial Microbiology & Biotechnology 36 (5): 727-738. doi:10.1007/s10295-009-0545-8.

### Libros científicos
- Gibbons, NE (1974). «Family V. Halobacteriaceae fam. nov.».  En RE Buchanan and NE Gibbons, eds., ed. Bergey's Manual of Determinative Bacteriology (8th edición). Baltimore: The Williams & Wilkins Co.

### Bases de datos científicos
- PubMed
- PubMed Central
- Google Scholar